# Ammobaenetes phrixocnemoides
Ammobaenetes phrixocnemoides är en insektsart som först beskrevs av Andrew Nelson Caudell 1907.  Ammobaenetes phrixocnemoides ingår i släktet Ammobaenetes och familjen grottvårtbitare. Inga underarter finns listade i Catalogue of Life.